# Virvikkosuo
Virvikkosuo este o arie protejată (arie specială de conservare — SAC, sit de importanță comunitară — SCI) din Finlanda întinsă pe o suprafață de 221 ha, integral pe uscat.

## Localizare
Centrul sitului Virvikkosuo este situat la coordonatele 65°28′39″N 26°02′23″E / 65.4775°N 26.0397°E.

## Înființare
Situl Virvikkosuo a fost declarat sit de importanță comunitară în august 1998 pentru a proteja un număr necunoscut de specii din flora spontană și fauna sălbatică aflate în arealul zonei. Situl a fost protejat și ca arie specială de conservare în aprilie 2015.

## Biodiversitate
Situată în ecoregiunea boreală, aria protejată conține 3 habitate naturale: Mlaștini împădurite, Lacuri și iazuri distrofice naturale, Turbării Aapa.
La baza desemnării sitului se află un număr nedeclarat de specii protejate.